# Koninklijke Harmonie Sint-Cecilia Rotem
De Koninklijke Harmonie Sint-Cecilia Rotem is een Belgisch harmonieorkest uit Rotem, nu deelgemeente van Dilsen-Stokkem, dat werd opgericht in 1897.

## Geschiedenis
Ridder Prosper Moreau de Bellaing gaf in 1897 de aanzet tot de oprichting van Fanfare Sint-Cecilia Rotem. De eerste leden kwamen voornamelijk voort uit de plaatselijke zangvereniging. Bij de oprichting kreeg Moreau de Bellaing de steun van Jaak Bongaerts, de eerste dirigent, en van bestuursleden Louis Doumen, Jaak Moonen, Mathieu Aerts, Mathieu Schrooten, de gebroeders Henri en Hendrik Heynen en J.Leenders.
Met hoeveel leden er gestart werd is onbekend want nergens zijn er ledenlijsten van de eerste vijftig jaar van het bestaan van de harmonie terug te vinden.
Wel weten we dat er al binnen enkele maanden na de oprichting een aantal instrumenten werden aangekocht. De repetities gingen door op zolder bij de gemeentesecretaris, koster/orgelist, André Aerts.
Door de snelle groei van de vereniging moest er al vlug uitgekeken worden naar een grotere zaal. Op 9 november 1900 vinden we hierover immers een aanwijzing: "Zondag 11 november, Fanfaregezelschap St.Cecilia geeft in haar nieuw lokaal een toneelvoorstelling bij gelegenheid van de grote kermis."
In het jaar 1922 is er voor het eerst sprake van de benaming "Harmonie" in plaats van fanfare. Tijdens de Eerste Wereldoorlog en Tweede Wereldoorlog lagen de activiteiten van de vereniging stil. In 1947 kwam de harmonie voor het eerst met kepie op straat en had men ook een trommelkorps toegevoegd.
Op 8 april 1956 werd de harmonie lid van het Muziekverbond van België, en in 1964 kreeg men de titel van "Koninklijke Harmonie".
Vooral sinds de komst van dirigent Jos Simons in 1992 is het steeds crescendo gegaan met de harmonie. Men besliste om niet langer op straat te marcheren maar zich toe te leggen op concerten en concertwedstrijden. In 2007 kwam ze voor het eerst uit in de superieure afdeling, de hoogste afdeling in België.
De harmonie is uitgegroeid tot een heus regio-orkest en telt anno 2017 zo'n 80 muzikanten.

## Voorzitters
- Prosper Moreau de Bellaing : 1897 - 1912
- Karel Spitz: 1912 - 1945
- Jozef Vastmans : 1945 - 1948
- Jaak Simons : 1948 - 1959
- Christiaan Hawinkel : 1959 - 1963
- Jean Bosseloirs : 1963 - 1988
- Leon Luyten : 1988 - 1990
- Jean Gijzen : 1990 - 2003
- Jacques Mussen : 2003 - 2020
- Bart Dirkx : 2020 -

## Dirigenten
- Jaak Bogaerts : 1897 - 1914
- Albert Mergeay : 1918 - 1920
- Cnuts : 1921 - 1929
- Mathieu Thomassetti : 1929 - 1940
- Louis Smeets : 1945 - 1946
- Mathieu Vanbussel : 1946 - 1952
- Mathieu Thomassetti : 1952 - 1958
- Jean Detrez : 1958 - 1984
- Nico Haesen : 1985 - 1992
- Jos Simons : 1992 - heden[1]

## Palmares
- 1994: Paal - Afdeling uitmuntendheid - 1ste prijs provinciale concertwedstrijd
- 1996: Beringen - Afdeling Uitmuntendheid - 1ste prijs muziektornooi provincie Limburg
- 1998: Zepperen - Ere-afdeling - 1ste prijs provinciale concertwedstrijd - Algemeen laureaat
- 2000: Beringen - Ere-afdeling - 1ste prijs muziektornooi provincie Limburg
- 2001: Praag (Tsjechië) - Algemeen laureaat internationale concertwedstrijd stad Praag. Prijs beste uitvoering van het verplichte werk
- 2002: Gruitrode - Ere-afdeling - 1ste prijs met lof v/d jury provinciale concertwedstrijd- Algemeen laureaat - 95,5%
- 2004: Beringen - Ere-afdeling - 1ste prijs muziektornooi provincie Limburg
- 2005: Kerkrade (Nederland) - 2de plaats in 2de divisie op het Wereld Muziek Concours - 92,58%
- 2007: Beringen - Superieure afdeling - 1ste prijs met grote onderscheiding provinciale concertwedstrijd - 90 %
- 2007: Riva del Garda (Italië) - Afdeling Superiore - 1ste plaats en Algemeen Laureaat van Flicorno d'Oro - 94,96%
- 2008: Zolder - Superieure afdeling - 1ste prijs met grote onderscheiding muziektornooi provincie Limburg - 3de laureaat - 93%
- 2009: Kerkrade (Nederland) - 8ste plaats in 1ste divisie op het Wereld Muziek Concours - 91,92%
- 2011: Interlaken (Zwitserland) - 2de plaats in Kategorie 1 op het Jungfrau Musik Festival - 93%[2]
- 2012: Neerpelt - Superieure afdeling - 1ste prijs met lof v/d jury muziektornooi provincie Limburg - Provinciaal Kampioen - 96,17%
- 2013: Kerkrade (Nederland) - 4de plaats in 1ste divisie op het Wereld Muziek Concours - 94,5%
- 2016: Neerpelt - Superieure afdeling - 1ste prijs met grote onderscheiding muziektornooi provincie Limburg - 2de laureaat - 92%
- 2017: Heist-op-den-Berg - Winnaar Vlamo Open Harmoniekampioenschap - Nationaal Kampioen van België - 94,5%[3]
- 2018: Brussel - 2de plaats op het 'European Championship for Windorchestras' - 95,5%